# جيرو أونو (رئيس طهاة)
جيرو أونو (اليابانية: 小野二郎 ، من مواليد 27 أكتوبر 1925) هو طاهي سوشي ياباني ومالك مطعم سوكياباشي جيرو، وهو مطعم ياباني حائز على ثلاث نجوم دليل ميشلان لمدة 11 عامًا على التوالي، تم افتتاحه في المكان الحالي في عام 1965 بواسطة جيرو أونو في غينزا، تشو، طوكيو، اليابان. باعتباره أعظم حرفي سوشي حي وأيضاً يعود له الفضل في أساليب الابتكار المستخدمة في إعداد السوشي الحديثة. حصل على جائزة ميكو من الحكومة اليابانية، اعترف الطاهي الفرنسي جويل روبوشون بأن سوكيياباشي جيرو كان أحد مطاعمه المفضلة في العالم.
تم إنتاج فيلم وثائقي أمريكي ياباني لعام 2011 من إخراج ديفيد غيلب بعنوان جيرو أحلام السوشي بظهور الناقد الغذائي المشهور ماسوهيرو ياماموتو يحكي مسيرة الطاهي جيرو أونو الذي اكتسب مطعمه ذو العشر مقاعد ويقع في محطة غينزا، مترو أنفاق طوكيو مكانه عالية وتقدير عالمي لعشاق طعام السوشي، يعرض الفيلم أيضًا ابني جيرو، وكلاهما من طهاة السوشي. الابن الأكبر وشيكازو (禎 一)، الذي اضطر لخلافة والده، لا يزال يعمل مع والده جيرو ويحتمل توليه يوم ما المطعم الرئيسي، والابن الأصغر، تاكاشي (隆士)، الذي غادر مطعم سوكياباشي جيرو ليفتتح مطعم طبق الأصل لمطعم والده في تلال روبونغي.
| جيرو أونو (رئيس طهاة) | "كل ما أريده هو إعداد سوشي أفضل ، أفعل الشئ نفسه مراراً وتكراراً ليتحسن شيئاً فشيء ، دائماً أطمح إلى تحقيق المزيد، سأواصل صعودي في محاولة الوصول إلى القمة لكن لا أحد يعرف أين هي القمة ،بعد عقود من العمل لا أظن أنني بعد بلغت الكمال ." | جيرو أونو (رئيس طهاة) |

## نشأته
ولد أونو في مدينة تينريو (هاماماتسو الحالية) في مقاطعة شيزوكا في اليابان. لا يعرف جيرو الكثير عن والده سوى أن كان يجنى المال لإعالة الاسرة من جولات القوارب، لكن هذا الامر لم يستمر حيث فشلت تجارته وشحت أمواله وانهارت حياته، ذهب لاحقا للعمل في مصنع عسكري في يوكوهاما ثم مات هناك، كنت هذه بدأ جيرو للاعتماد على نفس وعمل في مطعم محلي من سن الثامنة، قبل الانتقال إلى طوكيو للعمل كمتدرب وعودته إلى العمل بعد الحرب العالمية الثانية. أصبح طاهي سوشي مؤهلًا في عام 1951، وفي عام 1965 افتتح مطعمه الخاص، سوكياباشي جيرو (す き や や ば し し)، في غينزا، طوكيو، توقف عن التدخين منذ إصابته باحتشاء عضلة القلب في سن 70 من عمره.

## سوكياباشي جيرو
يوجد مطعم في الطابق السفلي لمبنى تسوكاموتو موتوياما في سوكياباشي، غينزا. لا يوجد سوى حوالي 10 مقاعد للزبائن ويتم مشاركة دورة المياه مع المتاجر الأخرى. لم تكن بطاقات الائتمان متوفرة حتى عام 2013، يمكنك زيارة المتجر فقط عن طريق الحجز. ولا يقدم المطعم إلا قائمة من سوشي. على غير المعتاد بالنسبة لبقية المطاعم،
في عام 1994، تم اختياره كأفضل مطعم في العالم من قبل مجلة هيرالد تريبيون الدولية. تم منحها في عام 2005 من قبل وزارة الصحة والعمل والرفاهية باعتبارها تحفة حديثة. محققاً معايير الثلاث الجودة والأبداع والأستمرارية فاز بثلاث نجوم في دليل ميشلان طوكيو في عام 2008، حيث عبرو مفتشو ميشلان بالقول " تقييم 3 نجوم هو التقييم الوحيد الذي يليق بهذا المطعم. في عام 2014، عندما زار الرئيس باراك أوباما اليابان، تناول رئيس الوزراء شينزو آبي العشاء مع الرئيس أوباما في جيرو سوكياباشي. صرح أوباما: 
| جيرو أونو (رئيس طهاة) | "لقد ولدت في هاواي وأكلت الكثير من السوشي ، لكن هذا السوشي كان الأفضل في حياتي." | جيرو أونو (رئيس طهاة) |

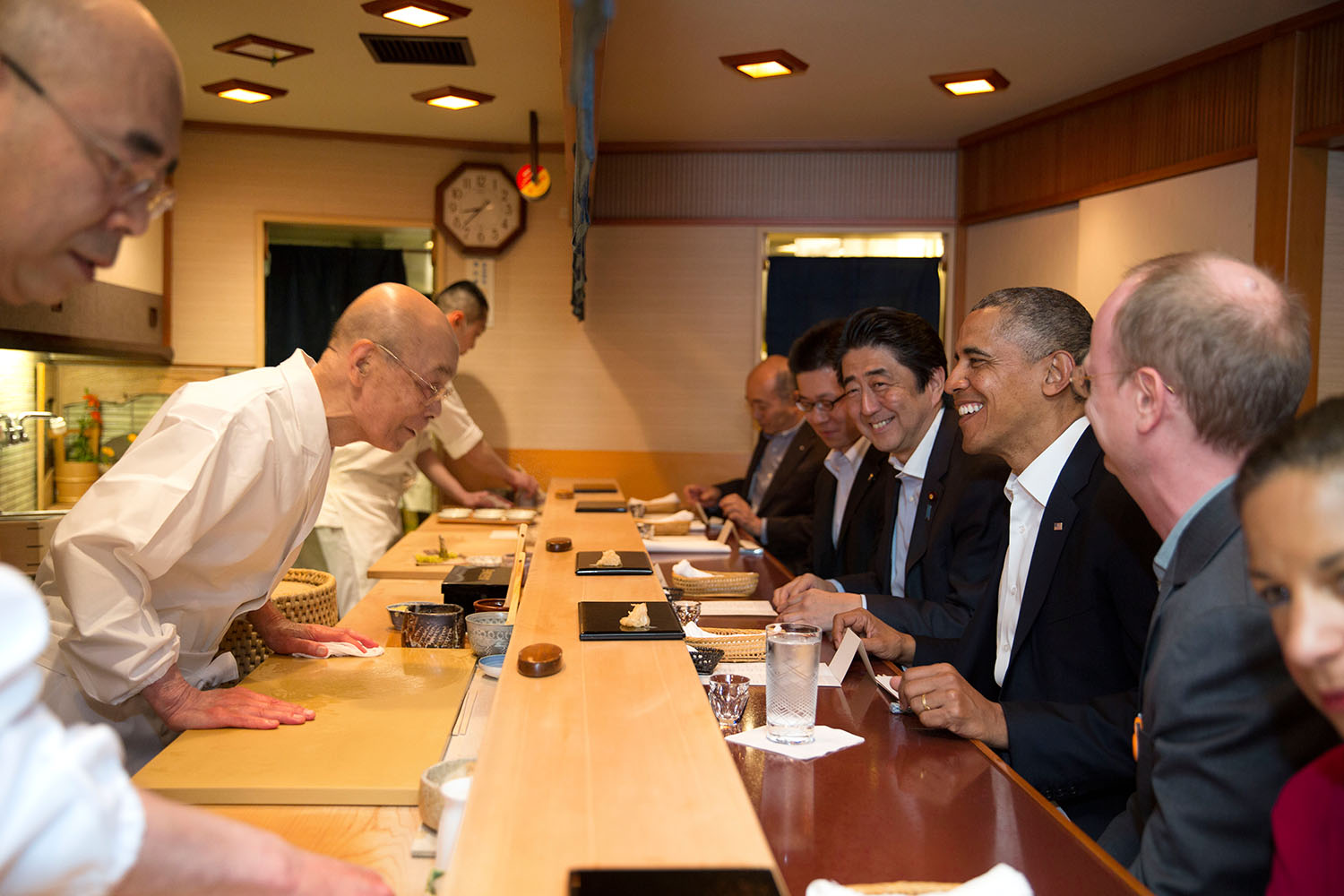
جيرو أونو يخدم رئيس الوزراء الياباني شينزو آبي ورئيس الولايات المتحدة باراك أوباما في سوكياباشي جيرو في أبريل 2014

عندما توفي بول بوكوز في يناير 2018 وأصبح جيرو أونو أكبر طاهي حاصل على تقييم ثلاثة نجوم من ميشلان في العالم بمفرده. في مارس 2019، تم الاعتراف به من قبل موسوعة غينيس للأرقام القياسية باعتباره «أكبر رئيس طهاة في مطعم حاصل على نجمة ميشلان الثلاثة» (93 سنة، 128 يومًا). تم تجريد المطعم من نجومه الثلاثة ميشلين في أحدث دليل للشركة ولم يتم إدراج في دليل ميشلان لعام 2020، وفقًا لصحيفة الغارديان. 
هذا لا يعني أن جودة مطعم السوشي الراقي قد انخفضت، حيث يميل إلى فقدان النجوم. بدلاً من ذلك، أصبحت سوكياباشي جيرو التي يرتادها المشاهير حصريًا للغاية. وقال ممثل ميشلان لصحيفة الغارديان في بيان «ندرك أن سوكياباشي جيرو لا يقبل حجوزات من عامة الناس، الأمر الذي يجعله خارج نطاقنا». «لم يكن صحيحا أن نقول أن المطعم خسر النجوم لكنه لا يخضع للتغطية في دليلنا. سياسة ميشلان هي تقديم المطاعم حيث يمكن للجميع تناول الطعام.»

## كتب
- سوشي: جيرو فن الطهو - بقلم جيرو أونو ويوشيكازو أونو مع ماسوهيرو ياماموتو.[10]

## روابط خارجية
- موقع سوكيياباشي جيرو الرسمي
- جيرو أونو على موقع IMDb (الإنجليزية)
- جيرو أونو على موقع قاعدة بيانات الفيلم (الإنجليزية)